# Garçon mordu par un lézard
Le Garçon mordu par un lézard  est un tableau du peintre italien Caravage. Deux versions probablement autographes et très semblables en sont connues : l'une est conservée à Londres et l'autre à Florence. Il s'agit d'une œuvre de jeunesse pour l'artiste lombard : les deux versions sont sans doute peintes autour de 1593-1595, soit peu après son arrivée dans la ville de Rome.

## Historique
Le Garçon mordu par un lézard est un tableau peint à l'huile dont il existe deux versions pratiquement identiques.
La première version est réalisée entre 1593 et 1594, soit peu après l'arrivée de Caravage à Rome vers 1592. Elle est peinte sur toile et a pour dimensions 65,8 × 52,3 cm. Conservée par la fondation Longhi à Florence, elle est sûrement l'œuvre de Caravage.
La seconde version, également sur toile de 66,0 × 49,5 cm, est réalisée à une date postérieure à la précédente, entre 1594 et 1595 voire 1600. Conservée à la National Gallery de Londres, cette dernière œuvre est achetée par le musée par l'intermédiaire de la fondation J. Paul Getty Jr. en 1986. Jusqu'en 1925, cette version était attribuée à Bartolomé Esteban Murillo,.

## Description
Le tableau figure un garçon surpris par la morsure à un doigt d'un lézard qui sort d'un bouquet où il était caché, sur la droite de la toile. Le garçon est présenté de près, à mi-corps, dans une lumière qui offre un vif contraste.
La nature morte d'où sort le lézard, avec ses feuilles, fleurs et fruits et un vase où l'on distingue le reflet d'une pièce avec une fenêtre est particulièrement réaliste, comme l'est l'expression du personnage criant. Giovanni Baglione, peintre de la même époque et biographe de Caravage bien qu'il lui vouât une forte inimitié, décrit ainsi l'œuvre : « [Michelangelo Merisi] essaya de se tirer d'affaire tout seul en faisant quelques petits tableaux. Il se prenait lui-même comme modèle à l'aide d'un miroir. (...) Il fit également un Jeune garçon mordu par un grand lézard vert surgissant d'un amas de fleurs et de fruits. La tête de ce garçon semblait vraiment crier (...) ».

## Analyse
La signification de l'œuvre peut se rapporter à l'idée que dans le grand plaisir se cache aussi une grande douleur, en particulier concernant les peines d'amour. En effet, les natures mortes sont des allégories constituant parfois autant d'allusions érotiques : les fruits qui se gâtent, les roses qui fanent, ou le verre qui casse en étant une illustration. Par ailleurs, elles symbolisent aussi le caractère éphémère de la jeunesse et plus généralement de la vie. C'est probablement à ce caractère éphémère que l'auteur semble faire allusion par le choix d'un modèle androgyne avec une rose dans ses cheveux (modèle parfois identifié au dieu Bacchus ou considéré comme un autoportrait de l'artiste) et l'épaule droite sensuellement dévêtue, dont le regard, de plus, n'est porté ni vers le lézard ni vers son doigt blessé, mais plutôt vers le spectateur.
La pose affectée, le modèle androgyne, le doigt mordu correspondant au digitus impudicus peuvent constituer des symboles qui ont parfois donné lieu à des interprétations relatives à la supposée homosexualité de Caravage ou du milieu qu'il fréquentait.

## Source d'inspiration
Parmi les sources d'inspiration les plus crédibles figure une ébauche connue sous le titre Asdrubale morso da un granchio (« Asdrubal mordu par un crabe») ou Asdrubale morso da un gambero (« Asdrubal mordu par une écrevisse ») de Sofonisba Anguissola, datée de l'an 1554, qui lui a été expédiée pendant ses échanges avec le père de l'artiste.

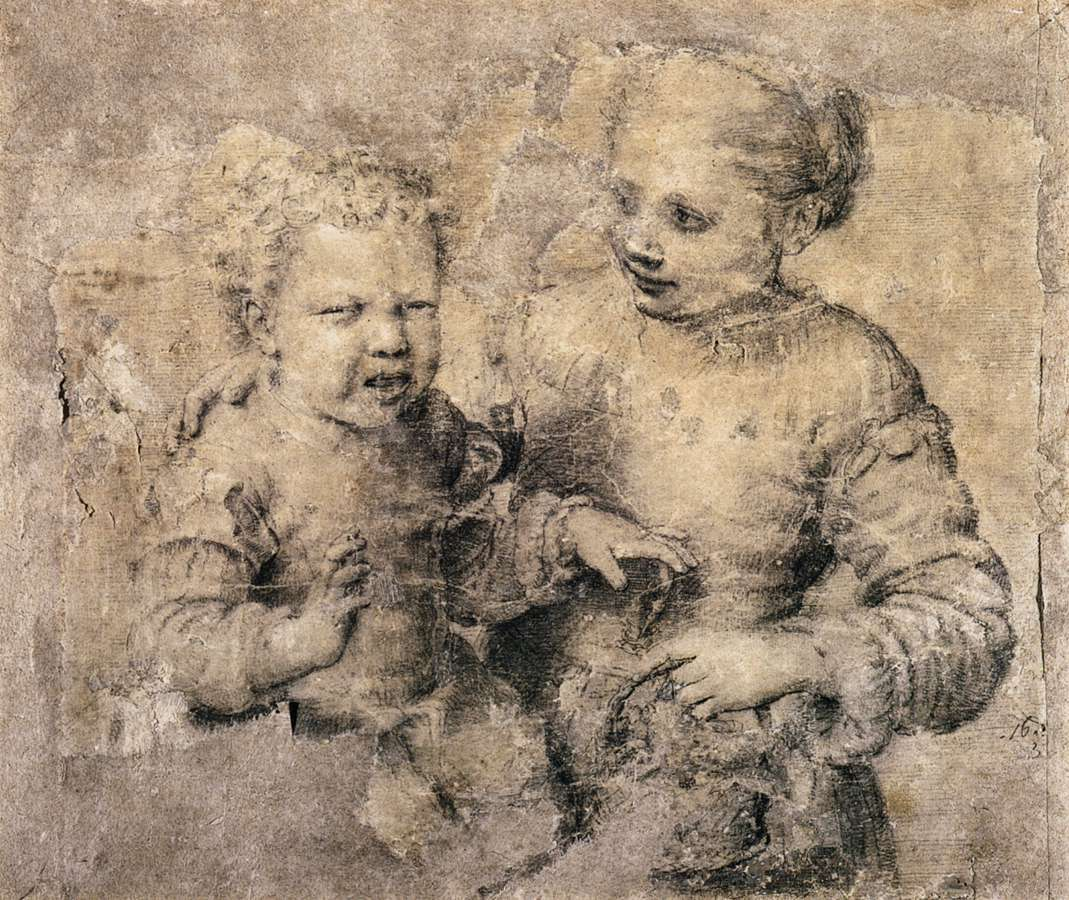
Asdrubale mordu par une écrevisse, dessin de Sofonisba Anguissola v. 1554, Musée Capodimonte de Naples.

### Sites internet
- (en) The National Gallery, « Boy bitten by a Lizard », sur nationalgallery.org.uk, 2018 (consulté le 14 avril 2018).

- (it) Fondazione Longhi, « Collezione d'arte », sur fondazionelonghi.it/collezione-darte/, 2024 (consulté le 9 juin 2024).